# رودني بولتون
رودني بولتون (بالإنجليزية: Rodney Bolton)‏ هو لاعب كرة قاعدة أمريكي، ولد في 23 سبتمبر 1968 في تشاتانوغا في الولايات المتحدة.

## وصلات خارجية
- رودني بولتون على موقع الدوري الياباني لكرة القاعدة (الإنجليزية)
- رودني بولتون على موقعبيزبول رفرنس.كوم (الدوري الرئيسي) (الإنجليزية)